# 23 Segundos

23 Segundos es una película uruguaya dirigida por Dimitry Rudakov. La película se estrenó en Montevideo el 15 de mayo de 2014.

## Sinopsis
«Emiliano (Hugo Piccinini) es un limpiavidrios que trabaja en las calles de Montevideo. Un día, estando en su cruce habitual, un incidente trágico sucede y conoce a Carina (Stefanie Neukirch), una chica de clase alta y completamente diferente a él. Sus vidas se cruzan en el lugar y momento equivocado. Las circunstancias lo llevarán a decidir qué hacer en una situación tan complicada.» (Fuente: Cartelera.com.uy)

## Reparto
| Actor                | Personaje         |
| -------------------- | ----------------- |
| Hugo Piccinini       | Emiliano          |
| Stefanie Neukirch    | Carina            |
| Susana Groisman      | madre de Emiliano |
| Lucía Senra          | Milena            |
| Yonattan Montesdeoca | Marco             |
| Estela Mieres        | Elsa              |
| Alejandro Martínez   | Álvaro            |
| Arturo Fleitas       | Horacio           |
| Guillermo Villarrubí | Eduardo           |
| Agustín Bequio       | Ignacio           |

## Producción
Es el primer film del director Ucraniano radicado en Uruguay, Dimitry Rudakov. Fue escrito en 2012 con formato de cortometraje, para ser presentado como trabajo final de un taller de la escuela de cine a la cual asistía el director. Se fueron agregando escenas, y el cortometraje de 15 minutos se transformó en un largometraje de 112 minutos.
23 Segundos es una producción independiente financiada por la productora Clever, que contó con el apoyo del Instituto del Cine y Audiovisual del Uruguay y del Banco de la República Oriental del Uruguay para su lanzamiento y promoción. 
Se filmó íntegramente en la ciudad de Montevideo durante dos meses, con estética de documental. Gran parte de las escenas se filmaron cámara en mano. 
La filmación tuvo lugar en Malvín Norte, Malvin, Rambla Pocitos, Carrasco, Cerro (Playa), Centro (Avenida 18 de Julio), Tres Cruces (Bulevar Artigas), Melilla (Camino La Redención) y Hospital Italiano, entre otros.

### Banda sonora
El pianista Matías Banacore compuso la banda sonora de la película, que suma treinta piezas musicales. Además, se incorporaron al film dos canciones: Tan Solo Dime, de Miriam Britos y Ella me dejó de Los Verde.

## Recepción

### Crítica
"23 segundos logra conjugar el retrato cotidiano, el drama amoroso y los pasajes de acción que rodean al personaje de manera solvente, y en ningún momento resulta pesada. La actuación de Piccinini exige un esfuerzo doble, no solo por la conducta de su personaje sino también en el plano físico, y su papel (el modelo sería Daniel Day-Lewis en Mi pie izquierdo), sobre el que recae prácticamente toda la película, está muy bien logrado."

"La primera película del ruso radicado en Uruguay Dimitry Radikov tiene la valentía de meterse en un tema complejo como el retraso mental y mantener de fondo una historia de amor, con un gran trabajo del protagonista Hugo Piccinini."